# La maldición de Frankenstein
La maldición de Frankenstein (título original en inglés: The Curse of Frankenstein) es una película de terror británica de 1957, dirigida por Terence Fisher y producida por Hammer Productions. Fue la primera película en color del estudio, y la primera de las siete películas que hizo sobre Frankenstein. La cinta es protagonizada por Peter Cushing y Christopher Lee. Al contrario que los clásicos de la Universal Pictures en blanco y negro y con la censura obligando a sugerir y no mostrar, las películas de la Hammer son consideradas las primeras películas de terror realmente sangrientas, en color y con una mayor violencia y sangre.
El guion fue escrito por Jimmy Sangster, quien se basó en la novela Frankenstein o el moderno Prometeo de Mary Wollstonecraft Shelley. Con este filme la productora inició su época de esplendor, que se complementaría con siete películas de Drácula, y una película sobre la Momia.

## Trama
La historia ambientada en la Suiza del siglo XIX comienza con un sacerdote que va a la cárcel para visitar a uno de los reclusos condenados a pena de muerte. El reo, que será decapitado en la guillotina tras ser encontrado culpable del asesinato de su sirvienta, es el Barón Víctor Frankenstein (Peter Cushing), quien sostiene que fue acusado injustamente. Frankenstein comienza a contarle su vida al sacerdote, narrando los hechos posteriores a la muerte de su madre. El Barón, entonces un adolescente de quince años, acepta seguir pagando una asignación mensual a su empobrecida tía Sophia y su pequeña prima Elizabeth y queda bajo la tutoría de Paul Krempe (Robert Urquhart), un eficiente científico. Los años pasan, y ambos comienzan a investigar la fórmula para crear vida, logrando en uno de sus experimentos revivir a un cachorro muerto, introduciéndolo en un recipiente con un líquido no definido y aplicándole descargas eléctricas. 
Frankenstein planea crear un ser humano perfecto, juntando distintos pedazos de personas muertas, pero Krempe se niega, ya que lo considera inmoral. A pesar de esto, el científico decide continuar con su plan y roba diversos cadáveres para su experimento. Un día, la joven Elizabeth (Hazel Court), prima y prometida de Frankenstein, llega a la casa, y Krempe le advierte que debe marcharse por su propio bien, pero recibe una negativa. Cuando Frankenstein recibe la visita del anciano y distinguido profesor Bernstein, lo asesina tirándolo por las escaleras, haciendo que su muerte parezca accidental para tener para su creación una mente aguda y con los conocimientos acumulados a lo largo de una vida. Durante la noche visita su tumba y es sorprendido por Krempe, mientras extrae el cerebro del cadáver. Ambos comienzan a pelear y el frasco con el cerebro se estrella y quiebra. A pesar de esto, Frankenstein de todas maneras lleva el cerebro a su laboratorio. 
Cuando Frankenstein termina de formar a su criatura (Christopher Lee), intenta reanimarlo, pero para esto se necesitan dos personas y pide ayuda a Krempe. Él acepta a cambio de la seguridad de Elizabeth. En el momento en que Frankenstein llega al laboratorio, ve que la criatura ha cobrado vida y el ser intenta estrangularlo, pero es noqueado por Krempe, quien salva la vida de Frankenstein. El cerebro dañado por desgracia ha hecho a la criatura violenta y psicótica, sin la inteligencia y experiencia del anciano profesor. Encierran a la criatura pero el monstruo se escapa al bosque, donde asesina a un anciano ciego y a su nieto. Frankenstein y Krempe, quienes habían salido en su búsqueda, encuentran a la criatura, y Krempe le dispara en el ojo, causándole la muerte y lo entierran. Sin embargo, más tarde ese mismo día, Frankenstein lo resucita a escondidas de su compañero, y hace que mate a su sirvienta Justine. La mujer, que mantenía una relación íntima con Frankenstein y asegura estar embarazada de él, lo había amenazado con delatarlo a Elizabeth si no se casaba con ella.
Paul Krempe regresa a petición de Elizabeth la noche antes de que ella y Víctor Frankenstein contraigan matrimonio. Frankenstein ha "arreglado" el cerebro del ser y se lo muestra a Krempe, quien ve cómo el monstruo obedece torpemente las órdenes que el científico le da. Krempe deja el castillo para denunciar a su compañero ante las autoridades, pero Frankenstein intenta impedirlo, dejando sola a la criatura. El monstruo logra liberarse de sus cadenas y escapa a la azotea, donde encuentra a Elizabeth. Frankenstein y Krempe se dan cuenta e intentan impedir que la ataque. En un intento por matar al monstruo, Frankenstein le dispara a la propia Elizabeth, dejándola inconsciente. La criatura furiosa se dirige a él para matarlo, pero Víctor le lanza un farol, prendiéndole fuego. El ser cae en llamas en un tanque de ácido y muere. 
A pesar de todo lo narrado, el cura no le cree y cuando Krempe entra en la celda finge que Frankenstein no ha dicho la verdad cuando le suplica que testifique que fue la criatura quien mató a Justine. Krempe sale y se reúne con Elizabeth que espera fuera, y le dice que no pueden hacer nada por Víctor. La película termina con Frankenstein llevado a la guillotina para ser ejecutado.

## Reparto
- Peter Cushing como Barón Victor von Frankenstein
- Christopher Lee como La criatura
- Hazel Court como Elizabeth
- Robert Urquhart como Dr. Paul Krempe
- Valerie Gaunt como Justine
- Noel Hood como Tía Sophia
- Melvyn Hayes como Barón Victor von Frankenstein (joven)
- Paul Hardtmuth como Profesor Bernstein

## Producción
Tras crear películas de ciencia ficción exitosas como El experimento del doctor Quatermass (1955) y X the Unknown (1956), el estudio británico Hammer Productions decidió producir películas de terror. La primera cinta del nuevo período fue The Curse of Frankenstein, basada en la novela Frankenstein o el moderno Prometeo de Mary Shelley y dirigida por Terence Fisher. La película fue protagonizada por Christopher Lee y Peter Cushing, siendo el proyecto que dio inicio a una relación laboral de más de 15 años entre ambos.
El maquillaje de la criatura fue realizado cuidando de no imitar el creado por Jack Pierce para la película Frankenstein de Universal Pictures, ya que su diseño estaba protegido por derecho de autor. Para esto, se optó por un maquillaje más realista y más fiel a la descripción de la novela de Mary Shelley.

## Secuelas
La maldición de Frankenstein tuvo numerosas secuelas protagonizadas también por Peter Cushing, de las cuales cuatro fueron dirigidas también por Terence Fisher.
- La venganza de Frankenstein (1958) de Terence Fisher.
- La maldad de Frankenstein (1964) de Freddie Francis.
- Frankenstein creó a la mujer (1967) de Terence Fisher.
- El cerebro de Frankenstein (1969) de Terence Fisher.
- Frankenstein y el monstruo del infierno (1974) de Terence Fisher.